# یاشووا خوتا
یاشووا خوتا (به لاتین: Jasiowa Huta) یک روستا در لهستان است که در گمینا نووا کارچما واقع شده‌است.
 یاشووا خوتا  ۶۹ نفر جمعیت دارد.